# Focjusz (patriarcha Aleksandrii)
Focjusz (ur. 1853 w Tinos, zm. 1925 w Zurychu) – prawosławny patriarcha Aleksandrii w latach 1900–1925.

## Życiorys
Urodził się jako Georgios Peroglou. Wybrany w 1900 po śmierci swego poprzednika, Sofroniusza IV. 
Zmarł w 1925.